# Campylopus tablasensis
Campylopus tablasensis är en bladmossart som beskrevs av Thériot 1939. Campylopus tablasensis ingår i släktet nervmossor, och familjen Dicranaceae. Inga underarter finns listade i Catalogue of Life.